# Zakaria Bakkali
Zakaria Bakkali (arabsky زكريا البقالي; narozen 26. ledna 1996, Lutych) je belgický fotbalový útočník a reprezentant marockého původu, jenž momentálně hraje v klubu Valencia CF.

## Klubová kariéra
Do PSV Eindhoven odešel z belgického klubu Standard Liège, předtím hrál v RFC de Liège.
Za PSV hrál ještě v mládežnických týmech, v A-mužstvu debutoval v srpnu 2013 v prvním zápase třetího předkola Ligy mistrů UEFA 2013/14 proti belgickému klubu SV Zulte-Waregem (výhra 2:0). V odvetě přispěl brankou k výhře 3:0 a postupu. 10. srpna 2013 se stal nejmladším hráčem (17 let a 196 dní), který vstřelil hattrick v Eredivisie (v utkání s NEC Nijmegen, výhra 5:0). Překonal tak Ruuda Geelse, kterému se to povedlo v roce 1966 ve věku 17 let a 234 dní v dresu SC Telstar proti MVV Maastricht (výhra 3:1).

## Reprezentační kariéra
Zakaria Bakkali hrál za reprezentační výběry Belgie od kategorie do 15 let.
V srpnu 2013 jej trenér Marc Wilmots nominoval do belgického národního týmu pro přátelský zápas s Francií. Kvůli menšímu zranění však nenastoupil. V belgické seniorské reprezentaci debutoval tedy až 15. října 2013 v kvalifikačním utkání proti Walesu (remíza 1:1). Šel na hřiště v 78. minutě za Kevina Mirallase.